# Clubland Xtreme Hardcore 4
Clubland Xtreme Hardcore 4 is het vierde muziekalbum in de Clubland Xtreme-reeks. Zoals bij eerdere albums is ook deze compilatie gemixt door Darren Styles en Mark Breeze met een bonus-cd gemixt door Hixxy.

## Albumnummers

### Cd 1
Gemixt door Darren Styles
1. Intro
2. Darren Styles & Francis Hill - Come Running
3. Dougal & Gammer - Don't Stop Go
4. Darren Styles v Hypasonic - Baby I'll Let You Know
5. Re-Con - Beating of the Drum (Can You Feel It)
6. Nalin & Kane feat. Alex Prince - Cruising (Beachball 06) (DS Mix)
7. Hypasonic v Jorg Schmidt - Doesn't Matter (Squad-E Mix)
8. Darren Styles & Whizzkid - Girlfriend
9. Gammer - Rippin'
10. Darren Styles feat. Andrea Britton - Show Me Sunshine
11. Sy & Unknown feat. Lou Lou - Hands of Time
12. Styles & Squad-E - Party People
13. D:Code feat. Emma - Like I Feel (Squad-E Mix)
14. Ultrabeat v Darren Styles - Paradise & Dreams
15. Darren Styles - Jealous (Specialist Sound Mix)
16. Dougal & Gammer - Wii Go Crazy
17. Darren Styles & Francis Styles feat. Junior - I Need You (Sy & Unknown)
18. Darren Styles & Francis Hill - Light of My Life
19. Sy & Unknown feat. Emily Reed - Love for Life

### Cd 2
Gemixt door Breeze
1. SHM - You and Me (Breeze Mix)
2. Paradise - See the Light (Styles & Breeze Mix)
3. Micky Modelle feat. Jessy - Dancing in the Dark (Breeze & UFO Mix)
4. Breeze v Lost Witness - Rise Again (Sy & Unknown Mix)
5. Manian feat. Aila - Heaven (Breeze Mix)
6. Re-Con - Save the Rave
7. M&C feat. Rebecca Rudd - Magic Touch (Squad-E Mix)
8. Breeze v Unique - Sometimes
9. Styles & Breeze - Electric (Specialist Sound Mix)
10. Katie Jewels - Burning Love (Breeze Mix)
11. GSDX - The Dream (Breeze Mix)
12. DJ Demand - Dark & Light (Re-Con Mix)
13. Styles & Breeze - Come with Me (Unique Mix)
14. Breeze & Ritmen - If I Were You
15. Breeze & UFO feat. Vikki Fee - Maybe
16. Breeze & Ritmen - Don't Go Away
17. Styles & Breeze - Do You Want Me Honey (Force & Ritmen Xtreme Mix)
18. Breeze & UFO mattie - Filthy

### Cd 3
Bonus-cd gemixt door Hixxy
1. Hixxy feat. Taya - Take Me to Heaven
2. Hixxy, Dougal & Gammer - Phaze 2 Phaze
3. Frisco - Sea of Love (Hixxy Remix)
4. Hixxy & Re-Con - Need Your Loving
5. Hixxy - Time Comes (Sy & Unknown Remix)
6. Starstylerz feat. Michy - Keep On Moving (Hixxy Remix)
7. Hixxy, Sy & Unknown - Be the One
8. Hixxy - New Day
9. Hixxy & Re-Con - Dance with Me
10. Hixxy, Dougal & Gammer - Dark Skies
11. Hixxy - Perfect World
12. Hixxy, Sy & Unknown - The 'C' Commander
13. Hixxy & Re-Con - Love Comes Version 1.1
14. Hixxy feat. L.O.L. - Love Leaves No Scar
15. Hixxy & Storm - Jump & Pump
16. Ultrabeat v Darren Styles - Sure Feels Good (Hixxy, Sy & Unknown Remix)